# Agnès-Madeleine d'Anhalt-Dessau
Agnès Madeleine d'Anhalt-Dessau (née le 29 mars 1590 à Dessau et morte le 24 octobre 1626 à Eschwege) est une princesse d'Anhalt-Dessau et, par mariage, Landgravine de Hesse-Cassel.

## Biographie
Agnès-Madeleine est la seconde fille du prince Jean-Georges Ier d'Anhalt-Dessau (1567-1618) de son premier mariage avec Dorothée (1561-1594), fille du comte Jean Albert VI de Mansfeld à Arnstein.
Elle épouse le 14 juin 1617 à Dessau le comte Othon de Hesse-Cassel, mais seulement il meurt accidentellement après quelques semaines de mariage. Agnès Madeleine passe neuf ans dans son douaire d'Eschwege, où au début de la Guerre de Trente Ans elle s'occupe de soigner les habitants. Agnès Madeleine est en conflit avec son beau-Père Maurice de Hesse-Cassel, qui revendique le douaire pour sa propre épouse.
Agnès-Madeleine est enterrée dans la Dionyskirche. 